# Jetpack

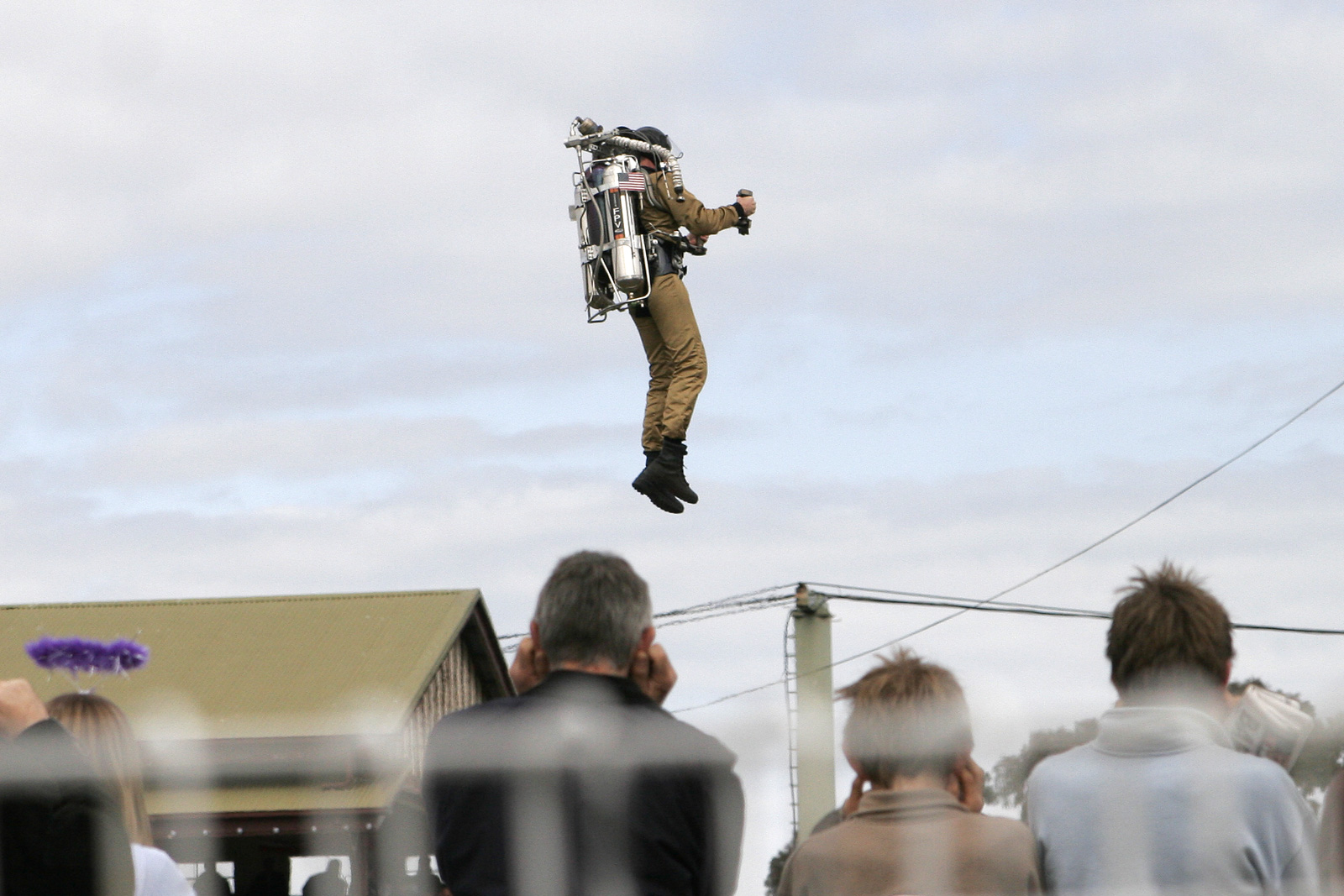
Man med jetpack i Melbourne 2005.

En jetpack, engelskt ord för ryggraket, är en maskin som fästes på en persons rygg och får personen genom till exempel raketdrift att flyga. 

## Typer av jetpack-maskiner
Namnet är ett samlingsnamn för flera olika typer av maskiner som har samma funktion. Det finns dock bara en typ av jetpack som fungerar i praktiken; en jetpack av rocketbelt-typ som drivs med väteperoxid och utvecklades av Bell Aerosystems under 1960-talet och som ger en mycket kraftfull lyfteffekt och god manövreringsförmåga. Nackdelen med denna typ av jetpack är att bränsleåtgången är så stor att den bara kan flyga i ungefär 30 sekunder.
En annan jetpacktyp är den NASA-utvecklade Manned Maneuvering Unit (MMU) som används på rymddräkter vid rymdpromenader.

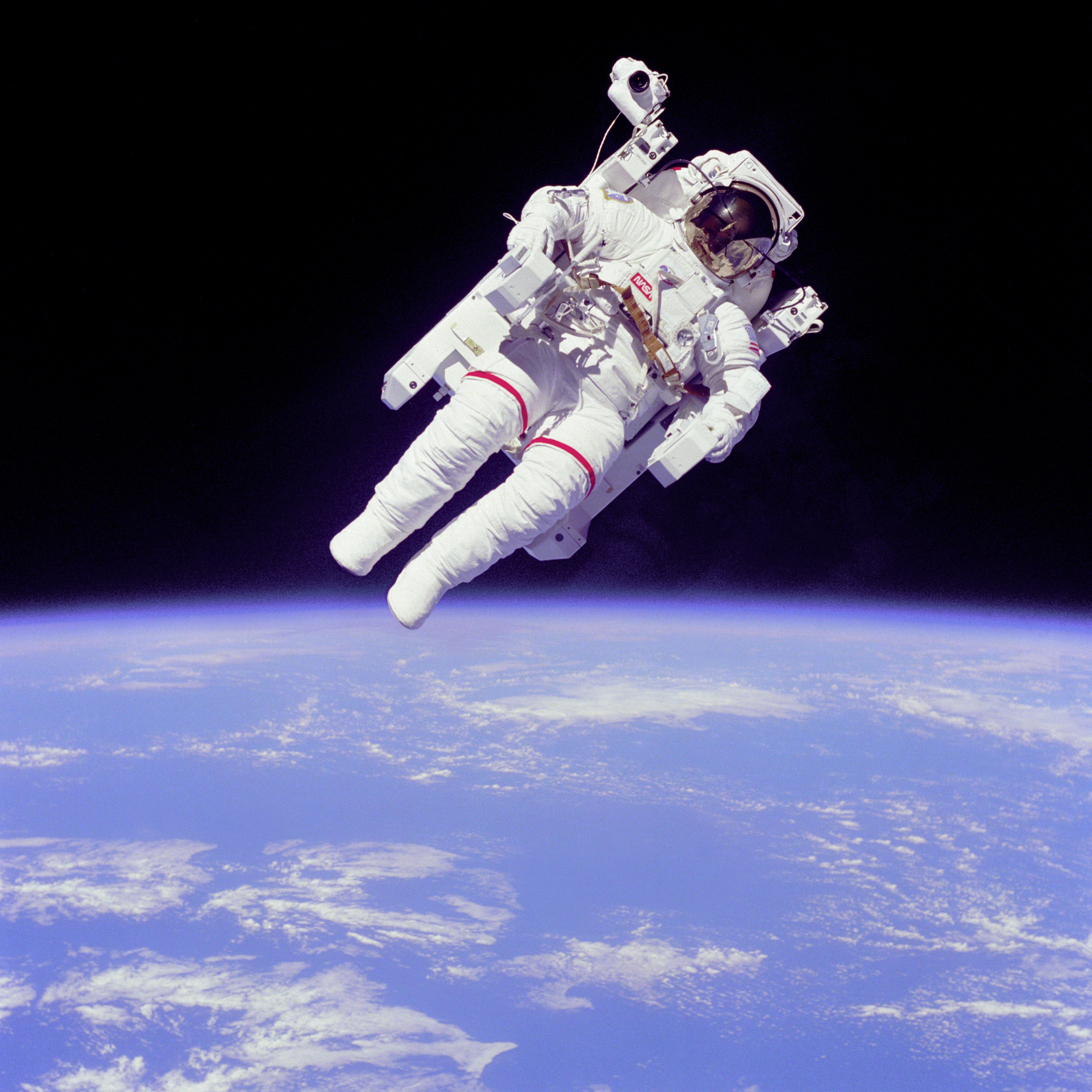
Bruce McCandless opererar Manned Maneuvering Unit 1984.

Utöver NASA:s rymdforskning har jetpack-typer i största del forskats fram av USA:s armé även om denna typ av utrustning ger en ganska liten praktisk nytta. USA:s armé har nämnt att helikoptrar är klart mer användbara.
Då de Olympiska sommarspelen 1984 i Los Angeles invigdes anlände en man med jetpack på ryggen.

## Jetpack i praktiken
Den bästa praktiska användningen man kan få av en jetpack är i rymden, men tanken att få människan att fritt röra sig i luft med hjälp av en sådan typ av maskin har skapat mystik kring maskinen, vilket bidragit till att den är vanligt förekommande inom science fiction och dator- och tv-spel.
Exempel där någon typ av jetpack-maskin har använts är:
- Vid tändning av olympiska elden i Olympiska sommarspelen 1984, Los Angeles
- James Bond-filmen Åskbollen
- The Rocketeer, film och bok
- I tv-spelet GTA: San Andreas
- I tv-spelet Red Faction: Guerilla
- I tv-spelet Pilotwings
- I tv-spelet Pilotwings 64
- På Michael Jacksons Dangerous World Tour
- I filmserien Star Wars

## Källhänvisningar
1. ↑  "Ryggsäcken som är en flygmaskin". Arkiverad 18 april 2012 hämtat från the Wayback Machine. NE.se. Läst 3 september 2014.